# سیارک ۴۹۳۸۴
سیارک ۴۹۳۸۴ (به انگلیسی: 49384 Hubertnaudot، نامگذاری:1998XX9)۴۹۳۸۴مین سیارک کشف شده‌است که در ۱۲ دسامبر ۱۹۹۸ کشف شد.